# Srđan Jovanović
Srđan Jovanović (Servisch: Срђан Јовановић) (Belgrado, 9 april 1986) is een Servisch voetbalscheidsrechter. Hij is in dienst van de FIFA en UEFA sinds 2015. Ook leidt hij wedstrijden in de Superliga.
Op 9 juli 2015 leidde Jovanović zijn eerste wedstrijd in Europees verband tijdens een duel tussen Apollon Limasol en FC Saxan in de eerste voorronde van de Europa League; het eindigde in 2–0 voor de thuisploeg en de Servische leidsman gaf vier gele kaarten. Zijn eerste interland floot hij op 16 januari 2016, toen de Verenigde Arabische Emiraten met 2–1 wonnen van IJsland. Ismail Alhammadi en Ali Mabkhout scoorden voor de Emiraten en Viðar Örn Kjartansson deed nog iets terug. Tijdens dit duel gaf Jovanović vier gele kaarten.
In oktober 2021 had hij de leiding over de troostfinale van de UEFA Nations League 2020/21 tussen Italië en België (2–1).

## Interlands
| Datum             | Plaats               | Wedstrijd                              | Uitslag | Competitie             | Kreeg geel | Kreeg voor de tweede keer geel en dus rood | Weggestuurd |
| ----------------- | -------------------- | -------------------------------------- | ------- | ---------------------- | ---------- | ------------------------------------------ | ----------- |
| 16 januari 2016   | Dubai, VAE           | Verenigde Arabische Emiraten – IJsland | 2 – 1   | Vriendschappelijk      | 4          | 0                                          | 0           |
| 31 augustus 2017  | Porto, Portugal      | Portugal – Faeröer                     | 5 – 1   | WK 2018 kwalificatie   | 1          | 0                                          | 0           |
| 13 oktober 2018   | Sofia, Bulgarije     | Bulgarije – Cyprus                     | 2 – 1   | Nations League 2018/19 | 5          | 0                                          | 0           |
| 21 maart 2019     | Astana, Kazachstan   | Kazachstan – Schotland                 | 3 – 0   | EK 2020 kwalificatie   | 3          | 0                                          | 0           |
| 2 juni 2019       | Alanya, Turkije      | Turkije – Oezbekistan                  | 2 – 0   | Vriendschappelijk      | 1          | 0                                          | 0           |
| 8 juni 2019       | Barysaw, Wit-Rusland | Wit-Rusland – Duitsland                | 0 – 2   | EK 2020 kwalificatie   | 2          | 0                                          | 0           |
| 13 oktober 2019   | Strovolos, Cyprus    | Cyprus – Rusland                       | 0 – 5   | EK 2020 kwalificatie   | 1          | 0                                          | 1           |
| 5 september 2020  | Reykjavik, IJsland   | IJsland – Engeland                     | 0 – 1   | Nations League 2020/21 | 3          | 2                                          | 0           |
| 7 oktober 2020    | Amsterdam, Nederland | Nederland – Mexico                     | 0 – 1   | Vriendschappelijk      | 5          | 0                                          | 0           |
| 14 oktober 2020   | Lissabon, Portugal   | Portugal – Zweden                      | 3 – 0   | Nations League 2020/21 | 6          | 0                                          | 0           |
| 15 november 2020  | Pilsen, Tsjechië     | Tsjechië – Israël                      | 1 – 0   | Nations League 2020/21 | 1          | 0                                          | 1           |
| 25 maart 2021     | Duisburg, Duitsland  | Duitsland – IJsland                    | 3 – 0   | WK 2022 kwalificatie   | 3          | 0                                          | 0           |
| 2 september 2021  | Ostrava, Tsjechië    | Tsjechië – Wit-Rusland                 | 1 – 0   | WK 2022 kwalificatie   | 2          | 0                                          | 0           |
| 10 oktober 2021   | Turijn, Italië       | Italië – België                        | 2 – 1   | Nations League 2020/21 | 5          | 0                                          | 0           |
| 12 november 2021  | Chisinau, Moldavië   | Moldavië – Schotland                   | 0 – 2   | WK 2022 kwalificatie   | 6          | 0                                          | 0           |
| 4 juni 2022       | Bologna, Italië      | Italië – Duitsland                     | 1 – 1   | Nations League 2022/23 | 8          | 0                                          | 0           |
| 24 september 2022 | Praag, Tsjechië      | Tsjechië – Portugal                    | 0 – 4   | Nations League 2022/23 | 0          | 0                                          | 0           |
| 23 maart 2023     | Napels, Italië       | Italië – Engeland                      | 1 – 2   | EK 2024 kwalificatie   | 7          | 1                                          | 0           |
| 9 juni 2025       | Tallinn, Estland     | Estland – Noorwegen                    | 0 – 1   | WK 2026 kwalificatie   | 2          | 0                                          | 0           |

Laatst bijgewerkt op 10 juni 2025.